# معضوضة زاحفة
معضوضة زاحفة (الاسم العلمي:Momordica repens) هي نوع من النباتات تتبع جنس المعضوضة من الفصيلة القرعية.